# San Marino ai Giochi della XVII Olimpiade
San Marino partecipò alle XVII Olimpiadi, svoltesi a Roma dal 25 agosto all'11 settembre 1960, con 9 atleti. Fu la prima partecipazione olimpica di San Marino.

## Ciclismo
- Domenico Cecchetti, ciclismo su strada
- Sante Ciacci, ciclismo su pista
- Salvatore Palmucci, ciclismo su strada

## Ginnastica
- Fernanda Faetanini, corpo libero

## Lotta
- Vittorio Mancini, stile libero

## Tiro a segno
- Aroldo Casali, pistola libera
- Spartaco Cesaretti, pistola libera

## Tiro a volo
- Leo Franciosi, fossa olimpica
- Guglielmo Giusti, fossa olimpica